# International Lawn Tennis Challenge 1904
International Lawn Tennis Challenge 1904 var den fjerde udgave af den tennisturnering for landshold, der nu spilles under navnet Davis Cup. Turneringen havde deltagelse af tre hold, de forsvarende mestre fra Storbritannien, der var værter for mesterskabet, samt to udfordrere til titlen, Frankrig og Belgien. Oprindeligt var Østrig også tilmeldt men trak sit hold igen. Det var første gang, at Davis Cup blev afviklet med mere end to hold. Vinderne af de to første udgaver af mesterskabet, USA, valgte noget overraskende ikke at tilmelde et hold.
Turneringen blev spillet på græsbaner i All England Lawn Tennis and Croquet Club på klubbens oprindelige anlæg på Worple Road i London-forstaden Wimbledon i perioden 27. juni - 5. juli 1904. Det var første gang, at mesterskabet blev afviklet uden for USA.
Turneringen blev vundet af Storbritanniens forsvarende mestre, hvis hold bestod af Frank Riseley samt Reggie og Laurence Doherty, som i udfordringsrunden besejrede Belgien med 5-0, og som dermed vandt pokalen for andet år i træk.

## Resultater
Storbritanniens forsvarende mestre var direkte kvalificeret til "udfordringsrunden", hvor der blev spillet om trofæet. De øvrige tre tilmeldte hold spillede om retten til at møde Storbritannien i udfordringsrunden.

### Første runde
I første runde skulle Belgien og Østrig have spillet om den ene plads i finalen, men Østrig meldte afbud.
| \| Kamp \| Belgien \| Østrig \| Resultat \| Stilling \| |         |        |          |          |
| Kamp                                                    | Belgien | Østrig | Resultat | Stilling |

### Finale
I finalen spillede Belgien og Frankrig om retten til at møde Storbritannien i udfordringsrunden. Holdkampen blev afviklet på græsbaner i All England Lawn Tennis and Croquet Club på klubbens oprindelige anlæg på Worple Road i London-forstaden Wimbledon i dagene 27. - 29. juni 1904.
| \| Kamp \| Belgien \| Frankrig \| Resultat \| Stilling \| \| 1 \| Paul de Borman \| Max Decugis \| 4-6, 3-5 opg. \| 1-0 til Frankrig \| \| 2 \| William le Maire de Warzée \| Paul Aymé \| 6-1, 6-0, 6-1 \| 1-1 \| \| 3 \| Paul de Borman William le Maire de Warzée \| Paul Aymé Max Decugis \| 7-5, 4-6, 6-0, 4-6, 2-6 \| 2-1 til Frankrig \| \| 4 \| Paul de Borman \| Paul Aymé \| 6-1, 6-3, 2-6, 1-6, 6-3 \| 2-2 \| \| 5 \| William le Maire de Warzée \| Max Decugis \| 5-7, 8-6, 0-6, 6-4, 6-2 \| 3-2 til Belgien \| |                                           |                       |                         |                  |
| Kamp | Belgien                                   | Frankrig              | Resultat                | Stilling         |
| 1 | Paul de Borman                            | Max Decugis           | 4-6, 3-5 opg.           | 1-0 til Frankrig |
| 2 | William le Maire de Warzée                | Paul Aymé             | 6-1, 6-0, 6-1           | 1-1              |
| 3 | Paul de Borman William le Maire de Warzée | Paul Aymé Max Decugis | 7-5, 4-6, 6-0, 4-6, 2-6 | 2-1 til Frankrig |
| 4 | Paul de Borman                            | Paul Aymé             | 6-1, 6-3, 2-6, 1-6, 6-3 | 2-2              |
| 5 | William le Maire de Warzée                | Max Decugis           | 5-7, 8-6, 0-6, 6-4, 6-2 | 3-2 til Belgien  |

### Udfordringsrunde
I udfordringsrunden spillede de forsvarende mestre, Storbritannien, mod vinderen af udfordrernes finale, Belgien, om Davis Cup-titlen. Holdkampen blev afviklet på græsbaner i All England Lawn Tennis and Croquet Club på klubbens oprindelige anlæg på Worple Road i London-forstaden Wimbledon i dagene 2. - 5. juli 1904.
| \| Kamp \| Storbritannien \| Belgien \| Resultat \| Stilling \| \| 1 \| Frank Riseley \| William le Maire de Warzée \| 6-1, 6-4, 6-2 \| 1-0 til Storbritannien \| \| 2 \| Laurence Doherty \| Paul de Borman \| 6-4, 6-1, 6-1 \| 2-0 til Storbritannien \| \| 3 \| Laurence Doherty Reggie Doherty \| Paul de Borman William le Maire de Warzée \| 6-0, 6-1, 6-3 \| 3-0 til Storbritannien \| \| 4 \| Laurence Doherty \| William le Maire de Warzée \| w.o. \| 4-0 til Storbritannien \| \| 5 \| Frank Riseley \| Paul de Borman \| 4-6, 6-2, 8-6, 7-5 \| 5-0 til Storbritannien \| |                                 |                                           |                    |                        |
| Kamp | Storbritannien                  | Belgien                                   | Resultat           | Stilling               |
| 1 | Frank Riseley                   | William le Maire de Warzée                | 6-1, 6-4, 6-2      | 1-0 til Storbritannien |
| 2 | Laurence Doherty                | Paul de Borman                            | 6-4, 6-1, 6-1      | 2-0 til Storbritannien |
| 3 | Laurence Doherty Reggie Doherty | Paul de Borman William le Maire de Warzée | 6-0, 6-1, 6-3      | 3-0 til Storbritannien |
| 4 | Laurence Doherty                | William le Maire de Warzée                | w.o.               | 4-0 til Storbritannien |
| 5 | Frank Riseley                   | Paul de Borman                            | 4-6, 6-2, 8-6, 7-5 | 5-0 til Storbritannien |